# Hani al-Mulki
Hani al-Mulki (em árabe: هاني الملقي; Amã, 15 de outubro de 1951), também conhecido como Hani Mulki, é um político e diplomata jordano, que foi Primeiro-ministro da Jordânia entre 1 de junho de 2016, quando foi nomeado para o cargo pelo rei Abdullah II, e 14 de junho de 2018, quando apresentou a demissão. Anteriormente, Mulki já tinha ocupado diversos postos de ministro e fora senador e diplomata, com seu último cargo político tendo sido de Comissário Chefe da Zona de Autoridade Econômica Especial de Acaba.